# Josep Masachs
Josep Masachs Gelma (San Antonio Vilamajor, 4 de julio de 1983) es un jugador profesional de balonmano español. Juega de extremo derecho y su actual equipo es el Atlético de Madrid, de la Liga ASOBAL de España.

## Carrera profesional
Josep Masachs se formó en la cantera del Balonmano Granollers y jugó en equipos como el Darien Logroño en la temporada 2006-2007, el Balonmano Ciudad Real desde el 2007 hasta el 2008 donde ya estuvo a las órdenes de Talant Dujshebaev,2008-2009 portland san Antonio y el Octavio Pilotes Posada en la 2009-2010. Antes de fichar por el BM Atlético de Madrid en la temporada 2012-2013 militó en el Balonmano Aragón de Zaragoza. La temporada 2013-2014 militó en el Naturhouse La Rioja

## Palmarés
- 1 Liga Asobal
- 2 Copa del Rey
- 1 Copa Asobal
- 1 Copa de Europa